# Radio Globo
Radio Globo è un'emittente radiofonica privata italiana con sede a Roma.

## Descrizione
Nasce a Roma nel 1986, fondata da Cesare Benvenuti e Virginia Dantas. Oggi la proprietà è della Globo Holding che ha come soci Bruno Benvenuti, Daniela Benvenuti e Virginia Dantas. In Italia trasmette solo a Roma e nel Lazio, in Toscana nella provincia di Grosseto e in Abruzzo.
Radio Globo è una contemporary hit-radio composta da musica, attualità e intrattenimento. I programmi di punta sono The Morning Show e Power Selection. La raccolta pubblicitaria di Radio Globo è affidata alla concessionaria Globo Advertising. Nel 2012 l'emittente romana ha pubblicato il singolo Il pulcino Pio, divenuto un tormentone dell'estate. Ancora oggi è (considerando tutte le versioni) il video italiano più visto di sempre su YouTube.

## Speaker[6]
- Davide Mannone
- Federica De La Vallée
- Flaminia Cappelli
- Gabry Venus
- Giorgio D'Ecclesia
- Marco Valerio Camillacci
- Giovanni Lucifora
- Jacopo Saliani
- Massimo Vari
- Riccardo Di Lazzaro
- Roberta Coletti
- Roberto Greganti
- Tommaso di Vito